# Siglo XIX en Cantabria
El XIX fue un siglo trascendental en la historia de Cantabria, puesto que sentó las bases de la actual comunidad autónoma. Políticamente se logra la unidad del territorio con la formación de la provincia de Santander,  en la que ejerció la hegemonía el liberalismo burgués capitalizado en Santander; la economía mercantil asentada en el puerto santanderino se consolida, iniciándose a finales de siglo la especialización ganadera y una primera industrialización; socialmente la burguesía se consolida como clase dominante, aparece un escueta clase media ―sustentadora del republicanismo político― y finalizando la centuria comienza a formarse una incipiente clase obrera.

## El ocaso del Antiguo Régimen

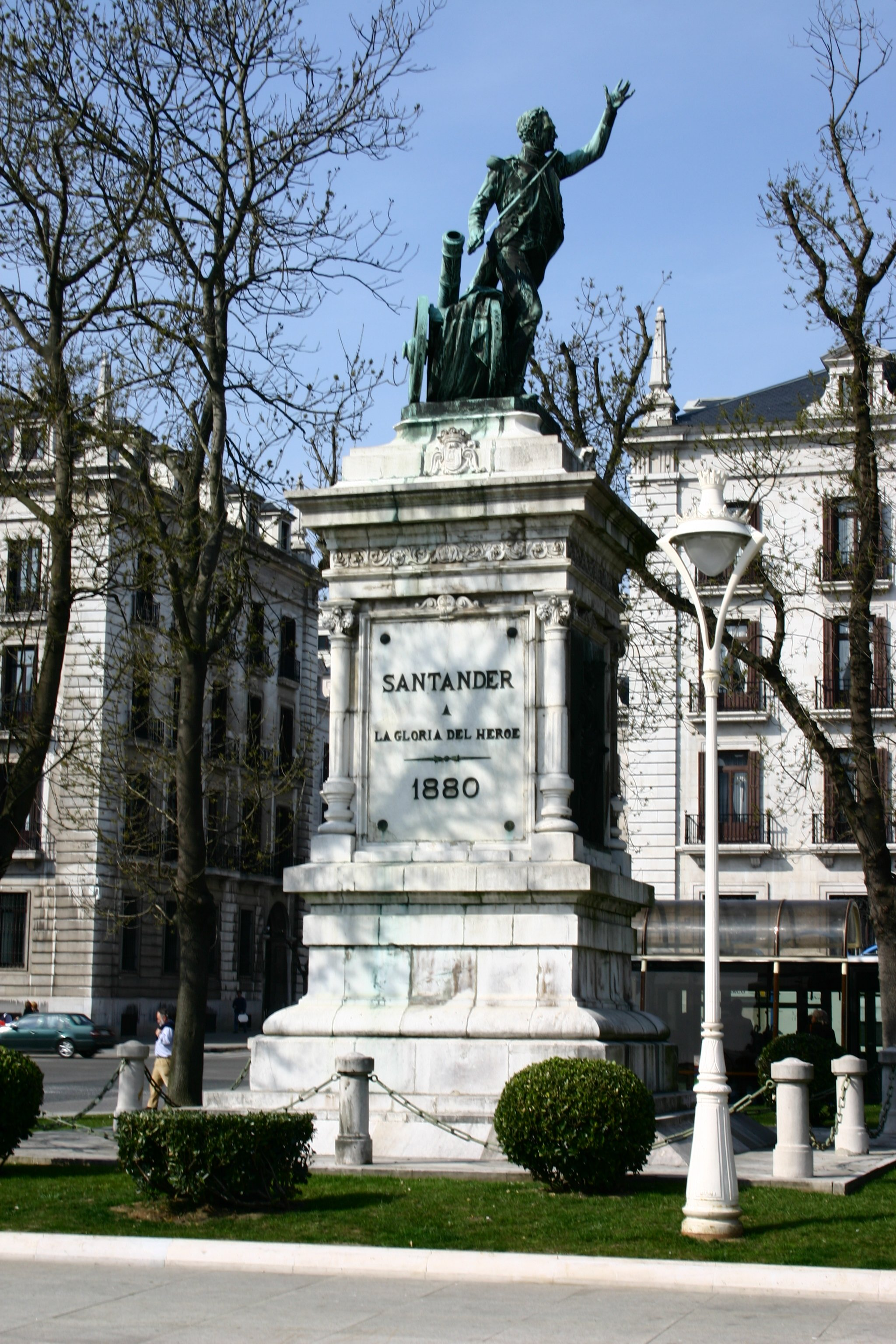
Estatua erigida en Santander a la memoria del capitán de artillería Pedro Velarde, héroe cántabro de la guerra de la Independencia Española muerto durante el levantamiento del 2 de mayo de 1808 en Madrid.

El levantamiento contra la invasión napoleónica de 1808 va a significar el inicio del colapso del Antiguo Régimen (absolutismo político, economía feudal y desigualdad jurídica) y el doloroso comienzo de la Edad Contemporánea en España. Nacía así un convulso siglo XIX marcado por la pugna del liberalismo (régimen constitucional, igualdad de derechos y economía de libre mercado) para desmontar las estructuras socioeconómicas y políticas del Antiguo Régimen e integrar un mercado a nivel nacional, frente a la resistencia de los grupos privilegiados –nobleza y clero- y amplias capas de un campesinado apegado a sus tradicionales modos de subsistencia.
Cantabria fue un escenario más de esa lucha. Si a comienzos del XIX era una región abrumadoramente rural en la que se hallaban sólidamente asentadas las estructuras feudales, el liberalismo se introducirá de la mano de la burguesía mercantil santanderina. Esta, que había construido su éxito a la sombra del Antiguo Régimen, se inclinará hacia la revolución liberal cuando aquel se convierta en un lastre para su florecimiento. No obstante, sus convicciones políticas siempre fueron eminentemente pragmáticas, anteponiendo sus intereses económicos a los principios ideológicos.
De hecho, sus integrantes siempre se movieron entre la necesidad de romper las barreras jurídicas que frenaban su enriquecimiento y el temor a que los cambios se les escaparan de las manos para transformarse en una revolución popular. Este temor, unido a la debilidad de una burguesía consecuente con una economía poco desarrollada, llevaría al liberalismo cántabro (y español) por la senda de la moderación y el pactismo. De ese modo, el régimen que finalmente se impuso a partir de 1833 fue resultado de un compromiso entre las viejas y nuevas élites sociales (en Cantabria, la oligarquía rural nobiliaria y la burguesía mercantil), configurando un Estado de propietarios erigido en defensa de sus respectivos intereses.
Los damnificados de ese pacto fueron los campesinos, que integraban el grueso de la población cántabra. Era sin duda un conjunto heterogéneo en el que contrastaban las situaciones de pequeños y medianos propietarios, aparceros o jornaleros, lo que influirá en su respuesta ante los nuevos tiempos y su adaptación al capitalismo. Pero para la mayoría de no propietarios, labradores de tierras ajenas en condición de colonos, la extensión de las reglas del libre mercado impuestas por el nuevo régimen iba a serles especialmente perjudicial.

### Guerra de la Independencia
Ante la noticia del secuestro de la familiar real, retenida por Napoleón en Bayona, y frente a la clara actitud invasora de las tropas francesas penetradas en territorio español con la excusa de invadir Portugal, estalla una rebelión en Madrid el 2 de mayo de 1808, en la que destacaron los capitanes Daoíz y Velarde, este último natural de Muriedas (Valle de Camargo). Duramente reprimida, el levantamiento popular se extiende por toda la geografía nacional.
En un primer momento las autoridades civiles y religiosas de Santander permanecieron a la expectativa, optando por la prudencia y el control de la situación frente a un doble temor: el posible castigo francés ante cualquier acción reivindicativa y el miedo a un levantamiento popular incontrolable. Este se produce finalmente el 26 de mayo de 1808, por lo cual las autoridades deciden encabezarlo procurando contener los impulsos populares. Se constituye así una Junta Suprema Cantábrica presidida por el obispo Rafael Tomás Menéndez de Luarca -que asumió el título de Regente de la provincia-, declarado enemigo de la revolución y de las ideas ilustradas. En colaboración con Asturias se organiza un Armamento Cántabro dirigido por el coronel Velarde e integrado por 5000 voluntarios destinados a controlar los accesos de la cordillera. No obstante, la reacción francesa enviada desde Burgos logra sendas victorias en Lantueno y El Escudo, tomando Santander el 23 de junio, de donde ya habían huido las autoridades y parte de los ciudadanos. Al frente de la alcaldía en tan difícil situación se colocó a Bonifacio Rodríguez de la Guerra, quien hubo de bascular entre el sometimiento a los ocupantes y el intento de templar las represalias; lo cual le acarrearía acusaciones de afrancesado y traidor tras la guerra.
La resistencia guerrillera se extendió a toda la geografía regional, destacando cabecillas como Juan López Campillo en la zona oriental o Juan Díaz Porlier El Marquesito, militar de inclinaciones liberales que instaló su base de operaciones en Liébana; reorganizó las fuerzas del Armamento bajo la nueva denominación de División Cántabra, incorporando varios regimientos y batallones como los Húsares de Cantabria (caballería) o los Tiradores de Cantabria (infantería). La lucha ocasionó numerosos combates que costaron terribles pérdidas humanas y materiales. El año crucial fue 1812, cuando la retirada de efectivos franceses hacia el frente ruso, una ofensiva guerrillera a escala nacional y la campaña de Wellington desde Portugal quebraron el poderío napoleónico, obligando a José I a abandonar Madrid y a las tropas de ocupación a replegarse al norte. En Cantabria la base francesa se acantona en Santoña, cuyo carácter casi insular y sus construcciones defensivas la convertirán en un baluarte inexpugnable hasta la retirada francesa en 1814, finalizada ya la guerra (hecho que llevó a denominarla “Gibraltar del Cantábrico”). El último acto de guerra en nuestro territorio tuvo lugar el 11 de mayo de 1813, cuando las tropas francesas, en su retirada y tras un largo asedio, tomaron Castro-Urdiales provocando un baño de sangre.

### Reacción absolutista
El retorno del deseado Fernando VII tras su sumisa actitud frente a las pretensiones de Napoleón (extensiva a toda la familia real), significó la restauración absolutista, derogando la Constitución de 1812 y la labor legislativa de las Cortes de Cádiz, e implantando un régimen de marcado carácter represivo. Regresadas a Santander las antiguas autoridades, la reacción encontrará en el obispo Menéndez de Luarca a su mejor representante (la Iglesia absolutista y ultraortodoxa surgió de la guerra envuelta en un aura de legitimidad). No obstante, poca oposición pudieron hallar los absolutistas en un campesinado amenazado por el hambre y alejado de las querellas políticas, o en una burguesía dispersa, arruinada y contemporizadora con el orden social.
Pese a ello, el evidente fracaso de la restauración fernandina en asegurar las condiciones que permitían el enriquecimiento de la burguesía santanderina inclinarán a esta a secundar el alzamiento liberal de 1820, iniciado en Cádiz y propagado a la guarnición militar de Santoña. El proyecto reformista del Trienio Liberal (1820-1823) fue abortado, sin embargo, por sus propias contradicciones internas y una oposición tradicionalista apoyada por las monarquías absolutistas europeas. Así, el retorno a la acción guerrillera rural que supuso la proliferación de partidas realistas, de importante presencia en nuestra región, fue seguida de una nueva invasión francesa, la de los Cien Mil Hijos de San Luis, que abolió la Constitución, suprimió el Parlamento y reinstauró los poderes absolutos del monarca. En Cantabria solo Santoña resistió varios meses, mientras el exgobernador Quesada regresaba a Santander al frente del autodenominado Ejército de la Fe. La escasa defensa del régimen liberal se explica por haberse enajenado casi todo el apoyo social que pudo tener en un principio. Si las clases populares se vieron defraudadas por unas medidas que en nada resolvían sus más acuciantes necesidades, los sectores burgueses, asegurados sus negocios, no estaban interesados en reformas democráticas y sí en apoyar cualquier fuerza dispuesta a imponer el orden social.
Se iniciaba así el último tramo del reinado de Fernando VII, la Ominosa Década (1823-1833), cuyo principal brazo represor serán los voluntarios realistas, germen de las futuras partidas carlistas. Se constituyó así una Brigada de Cantabria, cuerpo paramilitar comandado por Bernardino González de Agüero e integrado por 7000 hombres distribuidos en 13 batallones: los de Hoznayo, Carriedo, Merodio (hoy Asturias), Molledo, Ampuero, Cesto, Soncillo (actualmente Burgos), Puente Nansa, Santander, Toranzo, Cabezón de la Sal, Cayón y Mena (también en Burgos). Constituyeron la fuerza hegemónica del período, instrumento de la línea más dura del absolutismo y las oligarquías rurales para imponer sus tesis políticas.

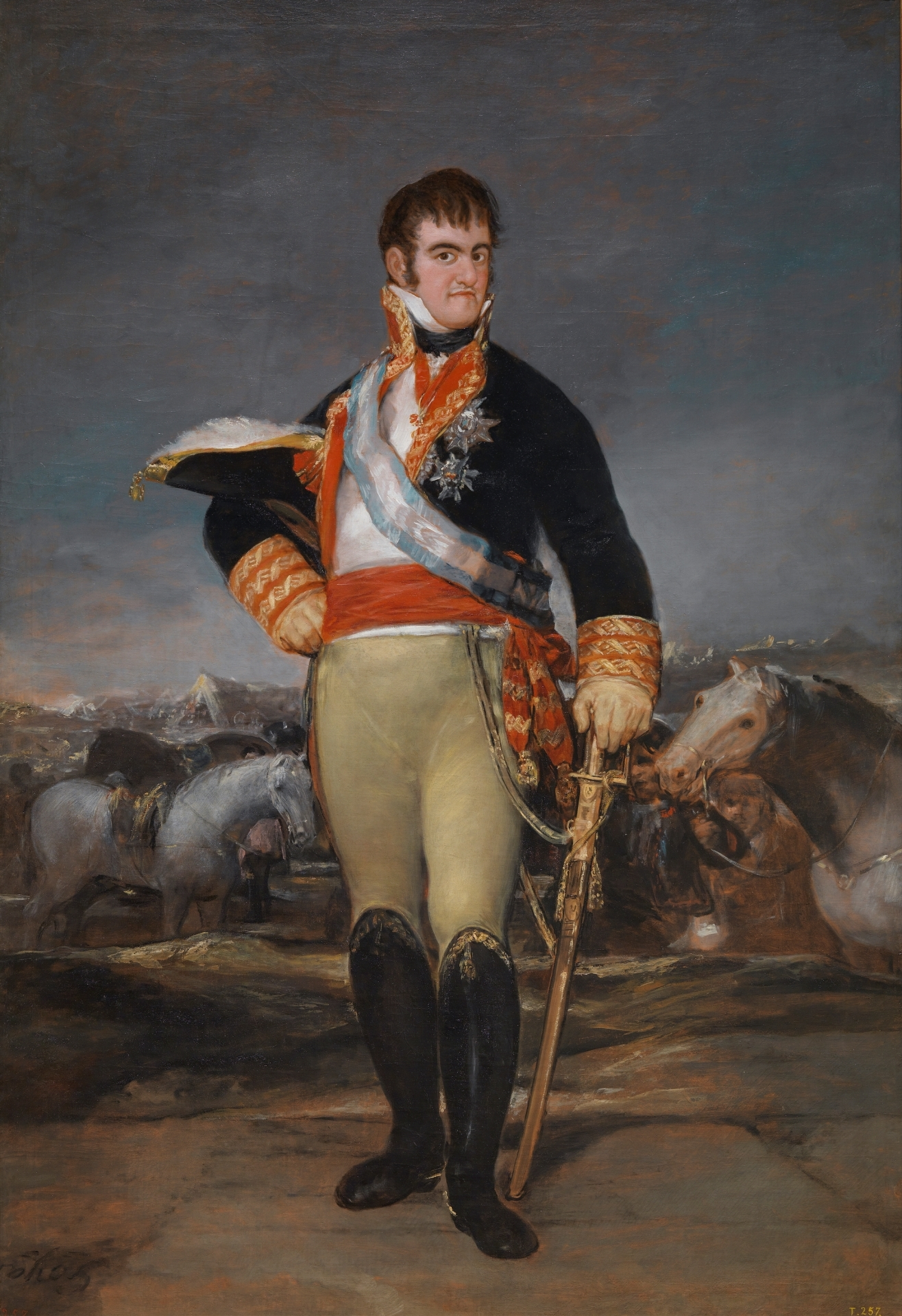
Retrato de Fernando VII. Francisco de Goya. Museo Municipal de Bellas Artes, Santander, (España).

## Implantación y crisis del Estado liberal
En Cantabria la guerra civil estallada tras la muerte del inefable Fernando VII (I Guerra Carlista, 1833-1840) se hizo sentir con dureza, por la propia división interna que la región sufría. En las zonas rurales la presencia del carlismo era predominante, por su arraigo en una población agraria, en gran medida desmovilizada políticamente pero apegada a viejos usos y costumbres, sometida a la nobleza rural y muy sensible a los sermones antiliberales del clero. El liberalismo, por su parte, se restringía a algunos núcleos costeros y, esencialmente, a Santander, donde la burguesía nuevamente se veía impelida a desmontar las barreras jurídicas que el absolutismo imponía a su actividad mercantil, en aquel momento atravesando una coyuntura crítica. Este desgarramiento se verá potenciado por hallarse la región tan próxima a uno de los principales núcleos carlistas: el vasco-navarro. Ello convertía a Cantabria en un frente de guerra.

### Guerra Carlista
El propio año de 1833 vio un potente levantamiento carlista montañés dirigido por el coronel Pedro Bárcena, con el objetivo de tomar la capital (solo esta, junto a Castro, Santoña y Laredo, permanecieron fieles a la heredera). En la misma se organizó un Batallón de Vecinos Honrados que pudo detener la ofensiva carlista en la Acción de Vargas (3 de noviembre). Ello aseguró el control liberal del territorio, pero no la extinción de las simpatías carlistas alimentadas por la cercanía del frente vizcaíno (desde donde partieron varias expediciones) y la propia incomunicación de la región. Por su parte, la organización carlista montañesa contaba con una Junta de Armamento y Defensa, dos batallones, un hospital en Carranza y una fábrica de armas en Guriezo.
La causa de Carlos V, además de contar con la dirección de los tradicionales grupos privilegiados que veían peligrar su posición social (los antiguos linajes), se alimentaba por su base de un campesinado depauperado que se rebelaba contra un régimen político que no resolvía su situación y que atacaba hábitos tradicionales que aquellas gentes vinculaban a sus modos de vida comunitarios. La amalgama ideológica de tan heterogéneo movimiento la pondrá la Iglesia más reaccionaria, que igualmente se sentía agredida por un reformismo secularizador.
La precariedad del control de la recién creada Provincia de Santander (1833) por parte de la burguesía liberal, llevará a esta a “preparar” las elecciones de los nuevos Ayuntamientos formados en 1835 para asegurarse su adhesión, como afirma el propio Gobernador civil en una carta dirigida al Ministerio de Fomento en enero de 1836. Se inician así, desde los mismos orígenes del Estado liberal, las prácticas clientelares que asegurarán la pervivencia del sistema, sustituyendo el inmovilismo social ―o la oposición abierta― mediante la adulteración y el pucherazo. Se tejen de ese modo redes de intereses que, por toda Cantabria, recaban el apoyo político a los candidatos a cambio de favores administrados por los caciques locales, movidos más por afinidades personales e intereses particulares que por líneas programáticas de la política nacional. Funcionamiento del sistema liberal isabelino que continuará, perfeccionado, bajo la Restauración.

### Reinado de Isabel II
El fin de la guerra civil tras la derrota carlista en Ramales de la Victoria a manos del general Espartero (1839), iniciará un período de relativa estabilidad gubernamental que posibilitará el crecimiento económico. Para Santander significará el fin de la coyuntura crítica que se arrastraba desde finales del XVIII y la continuidad de la prosperidad comercial de la ciudad, alcanzándose el cenit del sistema mercantil a mediados de siglo. Sin embargo esta calma era más aparente que real. La Monarquía constitucional se sustentaba en las facciones más moderadas del liberalismo, aliadas con los sectores tradicionalistas más pragmáticos (los grandes propietarios que se habían beneficiado de las medidas desamortizadoras). El régimen, por tanto, poseía un carácter híbrido en el que la soberanía era compartida a partes iguales por la corona y la nación, lo cual confería a la reina poderes considerables en detrimento del parlamento. Ello, sumado a la existencia de un voto restringido a los grupos más pudientes del país, alejaba la integración de amplias capas de la población en el sistema, en absoluto democrático. Además, la marginación política de los sectores progresistas del liberalismo les llevó a apoyarse en el ejército (pronunciamientos) para acceder al gobierno (como durante el Bienio Progresista, 1854-1856).
En Cantabria, a partir de la década de los 40 se perfilan los grupos o tendencias políticas erigidos en soporte y beneficiarios del nuevo Estado: Progresistas (entre quienes destacan Flórez-Estrada, Arguindegui, Trueba Cosío, José María Orense o Fernández de los Ríos) y Moderados; estos últimos, de mayor vigor, englobaban a liberales conservadores y antiguos absolutistas, descollando nombres como los de Viluma de la Torre, Montecastro, Hoz o Isla Fernández. Conformaron organizaciones de precaria estructura organizativa, constituyendo grupos locales movidos más por afinidades e intereses que por líneas programáticas, por lo que fue habitual la permeabilidad entre ellos. Mediada la centuria será la Unión Liberal ―ensayo centrista― el partido hegemónico, caracterizado por la estabilidad, la transacción y la "desideologización"; logrará una fuerte implantación y una organización eficiente y poderosa, gracias a su identificación con el grueso de la élites locales y su cultura política clientelar y deferencial.
La Diputación Provincial, de limitadas atribuciones, se convirtió en el ámbito político donde dilucidar las tensiones de los grupos de poder.

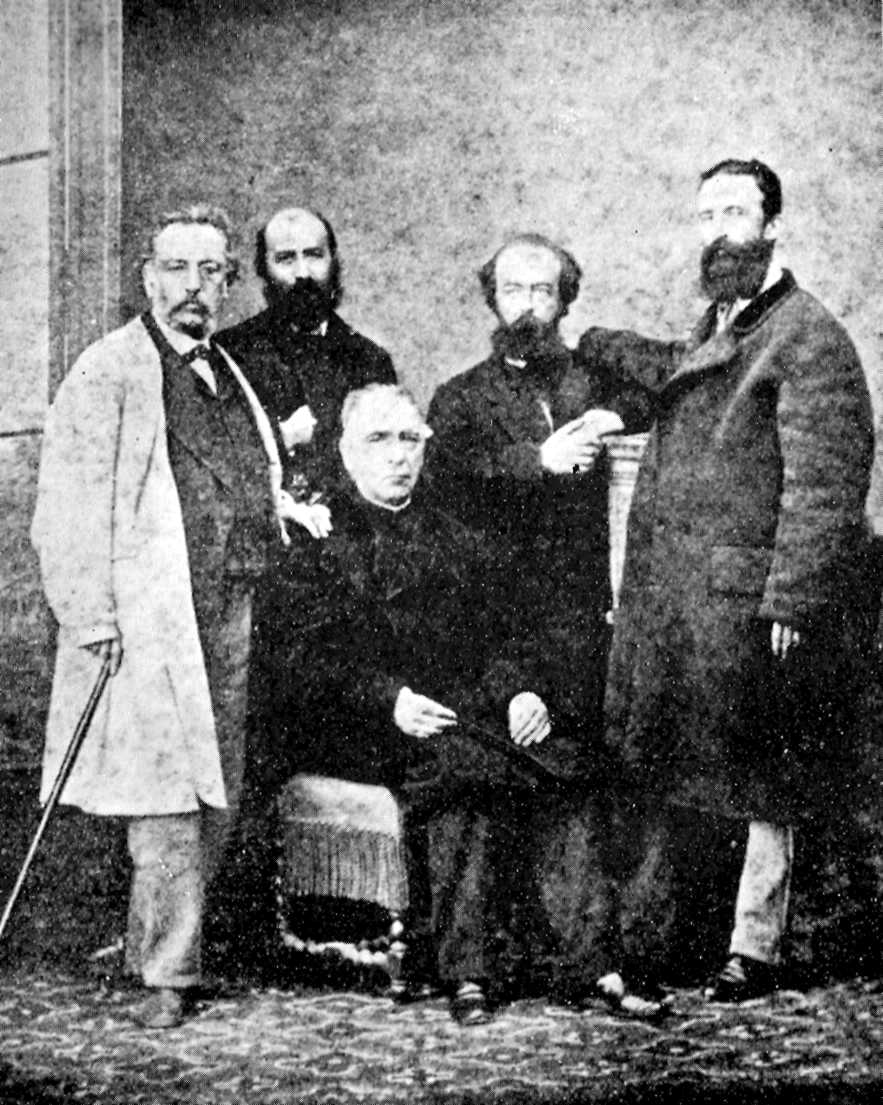
Fotografía de comienzos de 1869 en Madrid. De izq. a der. Fernando Garrido, Elias Reclus, José María Orense (sentado) destacado político demócrata nacido en Laredo (Cantabria), Aristides Rey y Giuseppi Fanelli.

Finalmente, las escasas bases sociales del régimen isabelino irán menguando según avance el reinado, de modo que, cuando estalle la crisis económica en los años 1860, confluirán de nuevo aspiraciones populares e intereses burgueses para impulsar reformas democratizadoras que permitan superar la crisis y avanzar por la senda del progreso. En Cantabria la pragmática burguesía de nuevo se tornará “revolucionaria”, apoyando un cambio que aporte soluciones a una economía mercantil que comienza a mostrar síntomas de agotamiento. Además, la carestía y el paro generados por la crisis habían deteriorado notablemente las condiciones de vida de las capas medias y bajas de la población santanderina.

### Sexenio Democrático
La Gloriosa Revolución se iniciaba en septiembre de 1868, con la sublevación de la escuadra al mando del almirante Topete en Cádiz. Inmediatamente es secundada por la guarnición de Santoña, que apoyó con 400 soldados el levantamiento de Santander. Los revolucionarios cortaron la vía férrea entre Bárcena de Pie de Concha y Santander para impedir la llegada de fuerzas gubernamentales desde Castilla. Para reprimir el movimiento el gobierno envió desde Valladolid una columna de 3000 soldados (tres batallones), varias piezas de artillería y fuerzas de la Guardia Civil y Carabineros que se incorporan sobre la marcha, al mando del general Calonge, enfrentada a una ciudad defendida por 500 soldados y carabineros junto a 200 paisanos. Tras pernoctar en Bárcena de Pie de Concha las fuerzas del Gobierno marchan sobre Santander. El avance obligó a la retirada naval de los sublevados, pero la victoria del general Serrano en Alcolea sentenció el fin del reinado de Isabel II, iniciándose el Sexenio Democrático (1868-1874).
Este fue un proyecto reformista apoyado por el liberalismo más progresista y los nuevos grupos demócratas, republicanos y federalistas. Perfilaron un régimen democrático, basado en la libertad política y el sufragio universal masculino, y cuyo centro debía ser el parlamento, al tiempo que impulsaban medidas liberalizadoras que debían romper los obstáculos al desarrollo económico. En Santander despertó un júbilo republicano sustentado en nuevos grupos socio-profesionales (clases medias) surgidos de las actividades económicas desarrolladas alrededor del sector mercantil. En el resto de la región, por el contrario, contó con una escasa adhesión. De hecho, la efervescencia revolucionaria impulsará una reorganización de los tradicionalistas, movilizados en torno a la defensa de la ortodoxia católica frente a la promulgación de la libertad de cultos, a los que se sumarán sectores del liberalismo moderado descontentos con el sesgo “populista” que adquiría la revolución. Así pudieron presentar una candidatura por el distrito de Cabuérniga en la persona del escritor José María de Pereda, que salió elegido diputado a Cortes en 1871.
Pese a sus intenciones, el proyecto democrático acabará naufragando. Por un lado sus impulsores no lograron consolidar un sistema político estable, enzarzados desde el principio en todo tipo de disputas que en nada ayudaron a legitimarlo. Esto, sumado a la consecución de la crisis económica y la sensación de caos social, alejó progresivamente a los grupos burgueses, temerosos de que la libertad política abriera la puerta a la revolución social. Además la insurrección en Cuba hacía peligrar el mercado colonial (fundamental para la economía santanderina), negándose aquellos tanto a una solución pactada como a la liberación de los esclavos.
También las bases populares vieron frustradas sus esperanzas de mejora; la escasez de fondos llevó al gobierno a mantener los odiados impuestos por consumos, mientras que la triple guerra a la que tuvo que enfrentarse ―colonial, cantonalista y carlista― le obligó a seguir recurriendo al servicio militar por quintas, leva obligatoria para las familias más humildes. Privados de apoyos y carentes de recursos para afrontar sus reformas, las minorías demócratas que sustentaban la frágil república instaurada en 1873 no pudieron detener un nuevo pronunciamiento que en diciembre del año siguiente instauraba en el trono a Alfonso XII, hijo de la depuesta reina.

## Hacia la especialización ganadera
Fuente de ingresos fundamental para la gran mayoría de la población en los albores del siglo XIX, la agricultura adolecía de serias carencias que la condenaban a ser un sector volcado en la subsistencia. Las aldeas que conformaban el paisaje cántabro trabajaban un policultivo ―maíz, alubias, patatas, viñas― dirigido a su propio sustento, de modo que la escasa productividad de las pequeñas parcelas que las familias debían trabajar les condenaba a sufrir pésimas condiciones de vida. La falta de capital, a su vez, derivaba en una carencia de inversiones que impedía modernizar las explotaciones agrícolas, siendo el agro cántabro incapaz de romper el círculo del subdesarrollo.
	El atraso en las labores agrícolas, además de por sus carencias tecnológicas, que condenaban a los trabajadores a cultivar la tierra con instrumentos medievales, también se veía inducido por la estructura de la propiedad. Un reparto consecuente con una sociedad profundamente desigual. Mientras más de la mitad de las tierras cultivables se hallaba en manos de un 10 % o 15 % de la población, las grandes familias señoriales y determinados notables locales, la mayoría de los habitantes debían conformarse con parcelas mínimas que apenas alcanzaban para su propio sustento.
Ese minifundismo tendía a camuflar la desigual distribución de la riqueza, al tiempo que las reducidas dimensiones de las parcelas significaban un serio obstáculo para mejorar la productividad agraria. Las carencias en las comunicaciones, pésimas dentro de la provincia y prácticamente inexistentes con el exterior, condenando al territorio a la desarticulación y el aislamiento, eran otra piedra más en el camino del desarrollo.
Estas características son extensibles a las que sufría otro de los subsectores tradicionales del primario regional: la pesca. Las pequeñas barcas, de propiedad individual o colectiva, tripuladas por marineros que se repartían el producto a la parte, adolecían de una falta de capital y un atraso tecnológico que condenaba a sus familias a unas más que precarias condiciones de vida.

### Agricultura y mercado
La nueva economía de mercado que se impone a lo largo del siglo XIX, sin embargo, alcanzará también a la tierra, provocando un ingente traspaso de los títulos de propiedad mediante numerosos contratos de compraventa. Pero ello no significará una alteración de su estructura. Una nueva élite de propietarios se consolidará con el régimen liberal, principalmente burgueses santanderinos y notables locales que adquieren tierras desamortizadas ―propiedades eclesiásticas o municipales puestas en venta por el Estado―, o de agricultores arruinados que no pueden hacer frente a las crecientes deudas que atenazan sus precarias economías domésticas.
El paisaje minifundista no se ve alterado; al contrario, se consolida, pero la extensión de la propiedad, acentuada por la práctica de los cerramientos ―la apropiación por particulares de terrenos comunales de los pueblos―, restringe la tradicional práctica del colonato. Una de las consecuencias inevitables fue la emigración, puesto que la combinación de desigualdad social en el reparto de la tierra y de la debilidad de los otros sectores económicos, imposibilitaba el sostenimiento de una población en crecimiento.
Estrategia de supervivencia o complemento de la economía familiar, la emigración había sido tradicionalmente realizada por miembros de familias más o menos acomodadas que acudían a los mercados castellanos, andaluces o americanos para integrarse en el comercio minorista, las labores artesanales o marineras y el servicio, generando así un circuito transoceánico nutrido por redes familiares (los jándalos e indianos). A partir de 1880 esta emigración se vuelca masivamente hacia América (Cuba, México, Estados Unidos) alimentada ahora por campesinos pobres (hasta un cuarto de millón llegaron a salir de la provincia antes de la Guerra Civil), incapaces de hallar su futuro en una economía escasamente desarrollada y huyendo, igualmente, de un servicio militar que recaía en los jóvenes más pobres del país.
La especialización ganadera y la proletarización industrial a partir de 1900 no harán sino reforzar esos flujos. Por otro lado, las remesas de dinero que enviaron o trajeron a su vuelta (el 8,86 % del PIB regional en 1913) resultaron fundamentales para salvar muchas economías familiares y permitir a otras el acceso a la propiedad de la tierra; pero igualmente para fomentar innumerables obras sociales, como las casas de salud o las escuelas que proliferaron por toda la región.
Las propuestas reformistas chocaron siempre con obstáculos insalvables: la negativa de las clases poderosas a cualquier cambio de estatus, la carencia monetaria y cultural de los agricultores que les impedía afrontar las transformaciones necesarias, un período de convulsiones políticas y sociales que dificultaban cualquier iniciativa global o la perpetua insolvencia financiera del Estado, que le imposibilitaba abordar reformas en profundidad. Ante la inviabilidad de alterar la estructura de propiedad, se impuso la idea de que el único camino habría de ser la especialización productiva y, atendiendo a las características geográficas y climáticas de la región y a la disponibilidad de mano de obra, aquella apuntaba en la línea de la especialización ganadera.

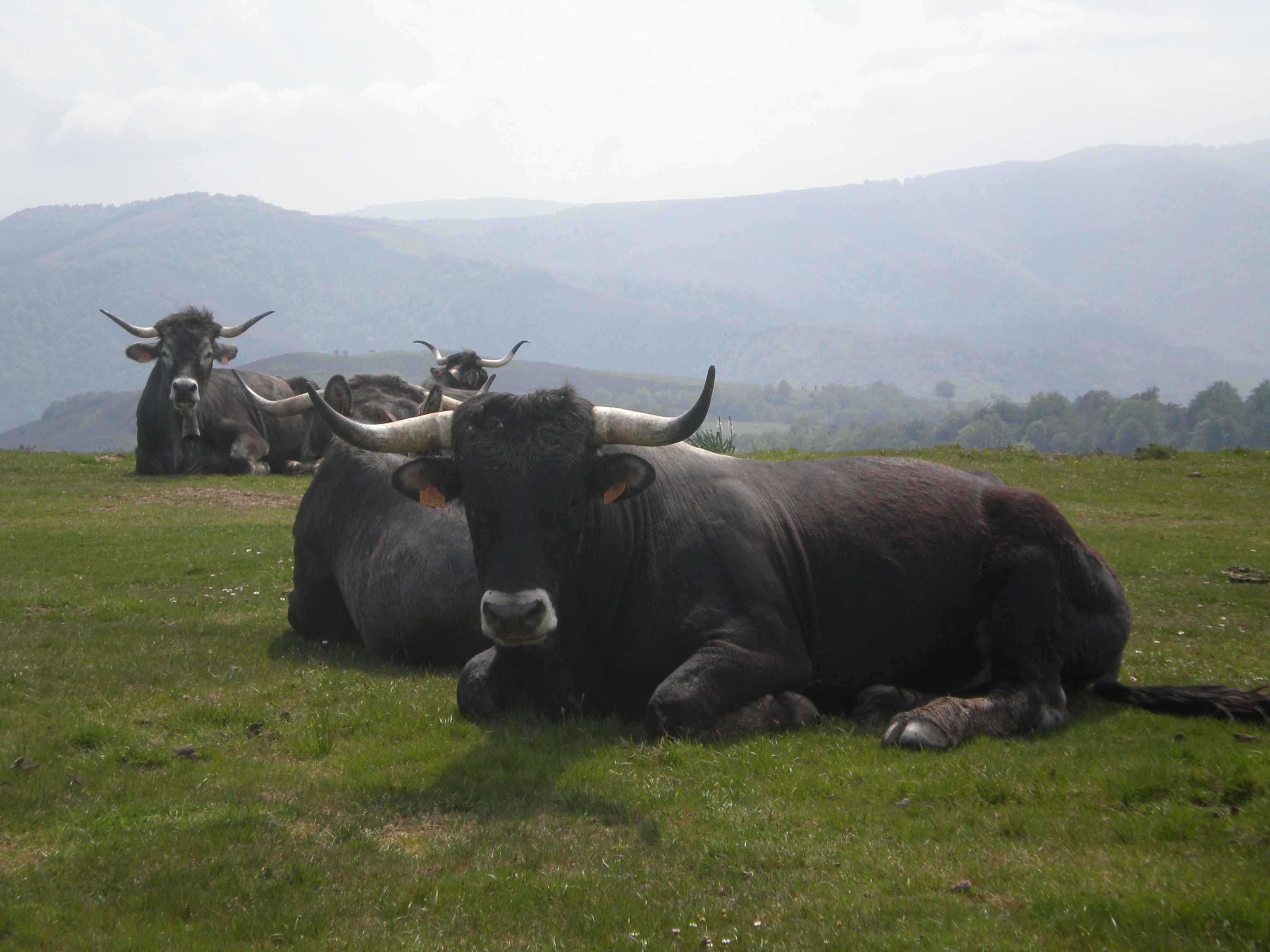
Toro y vacas tudancos a los pies del Pico Mozagro, Mazcuerras.

Sin embargo esta posibilidad se enfrentaba, de nuevo, a un obstáculo aparentemente insalvable: la propia miseria de la población agrícola. Solo la burguesía santanderina, tras un siglo de expansión mercantil, poseía los recursos para ello. No obstante estos eran destinados a las propias actividades comerciales y a otros subsectores que les aseguraran beneficios: la inversión ferroviaria o las sociedades financieras y bancarias. La coyuntura que posibilitará una reorientación estratégica en esas inversiones se dará en el último tercio del siglo XIX, de la mano de una crisis económica. Esta se presentó con doble faz: como crisis agropecuaria, causada por la llegada de productos alimenticios provenientes de los nuevos países ―Estados Unidos, Argentina, Australia― con los que la producción nacional no podía competir; y como crisis colonial, ya que el mercado cubano estaba siendo absorbido por el gigante norteamericano. La ratificación de esa pérdida vendrá con la guerra de 1898 y el fin de los restos imperiales.
La burguesía regional reaccionó ante el ocaso de la base de su prosperidad mediante la reorientación inversora, ahora hacia los recursos naturales de la provincia: los yacimientos mineros y la cabaña ganadera. Así, el final de siglo traerá consigo el inicio de la producción vacuna que de manera tan profunda ha marcado la personalidad de Cantabria a lo largo de la última centuria.

### Sector ganadero
Si bien es cierto que la inclinación hacia las labores pecuarias ha sido una constante en Cantabria ―facilitada por las condiciones naturales y humanas― antes del XIX, aquella no alcanzó verdaderos caracteres de especialización, lastrada por similares obstáculos que la agricultura: reducido tamaño de las explotaciones, carencias técnicas, falta de inversiones debida a la pobreza de los productores... La ganadería siempre fue un subsector secundario, complementario de las labores agrícolas –animales de tiro, abono, pieles, aportes calóricos, ingresos monetarios-.
Con la apertura del Camino de Reinosa a mediados del siglo XVIII, que conectaba Santander con la meseta castellana, se articulará una vía de crecimiento económico ―el corredor del Besaya― que, entre otros sectores, potenciará el pecuario. El transporte de mercancías ―lanas, granos, harinas― hará necesario un número creciente de animales de tiro, especialización que primero afectará a las comarcas adyacentes al camino.
Otro foco de especialización lo hallaremos en tierras pasiegas donde, a la par que se imponía el cierre de los campos ―en contraposición a los campos abiertos habituales en el resto de la región, que posibilitaban el pasto del ganado tras la recolección de las cosechas, pero a costa de provocar daños en el terrazgo― los ganaderos se especializaban en la cría de vacuno, buscando la comercialización de carne y lácteos. Respecto a estos últimos, la especie pasiega no sobresalía por su cantidad, pero sí por la calidad de su leche. Se trataba de una incipiente economía de mercado.
Sin embargo, el auténtico motor del sector pecuario en Cantabria habrá de ser la demanda urbana. Cruzado el ecuador del siglo XIX, el crecimiento de las ciudades era notorio a nivel nacional; en nuestra región, el de Santander era más que evidente, tras más de un siglo de boyante economía mercantil. Ello había generado una importante demanda de productos alimentarios ―tampoco debemos olvidar la proximidad de otro importante foco urbano: Bilbao―. Este mercado pronto hará sentir su fuerza de gravedad sobre las zonas rurales más próximas, impulsando la especialización vacuna, primero cárnica y luego lechera, acelerada por la crisis agraria finisecular y el cambio de estrategia inversora de la burguesía santanderina. A ello colaboró también la importación de especies vacunas foráneas ―a destacar la frisona holandesa―, mejor orientadas hacia la producción de leche que las autóctonas ―tudanca―. Prueba del temprano éxito de esa reorientación es la aparición y pujanza, con el cambio de siglo, de numerosas ferias ganaderas a lo ancho de todo el territorio regional, como las de Torrelavega, Solares u Orejo.

## Cenit y declive mercantil. El despertar industrial
Desde la segunda mitad del siglo XVIII, Santander se había convertido en una especie de gran colector mercantil, exportador de granos y harinas castellanas e importador de artículos coloniales; en todo caso productos no autóctonos, puesto que Cantabria apenas generaba excedentes exportables. El comercio santanderino no se constituyó, por tanto, en un factor de integración regional. Sí consolidó una experimentada, pujante y cohesionada burguesía de los negocios formada por comerciantes, navieros, comisionistas y banqueros, élite económica que a su vez se instituirá en élite política y social de la nueva provincia.
La economía portuaria configuró, no obstante, un sistema mercantil débil e inseguro, sustentado en tres elementos claves: el control del mercado harinero castellano, el del mercado colonial y una política estatal proteccionista. El sistema pareció quebrar cuando el Estado borbónico no pudo asegurarlos durante el período crítico sufrido entre 1793 y 1833. Sin embargo, pasado éste, el circuito pudo reactivarse, gracias a leyes proteccionistas respecto a la importación de granos y harinas, el fomento de la exportación, el aumento de la producción cerealística nacional y el estallido de la guerra carlista que, inutilizado el puerto de Bilbao, hizo converger las mercancías en Santander. Fue, en definitiva, un relanzamiento de la actividad comercial desde las mismas bases estructurales.

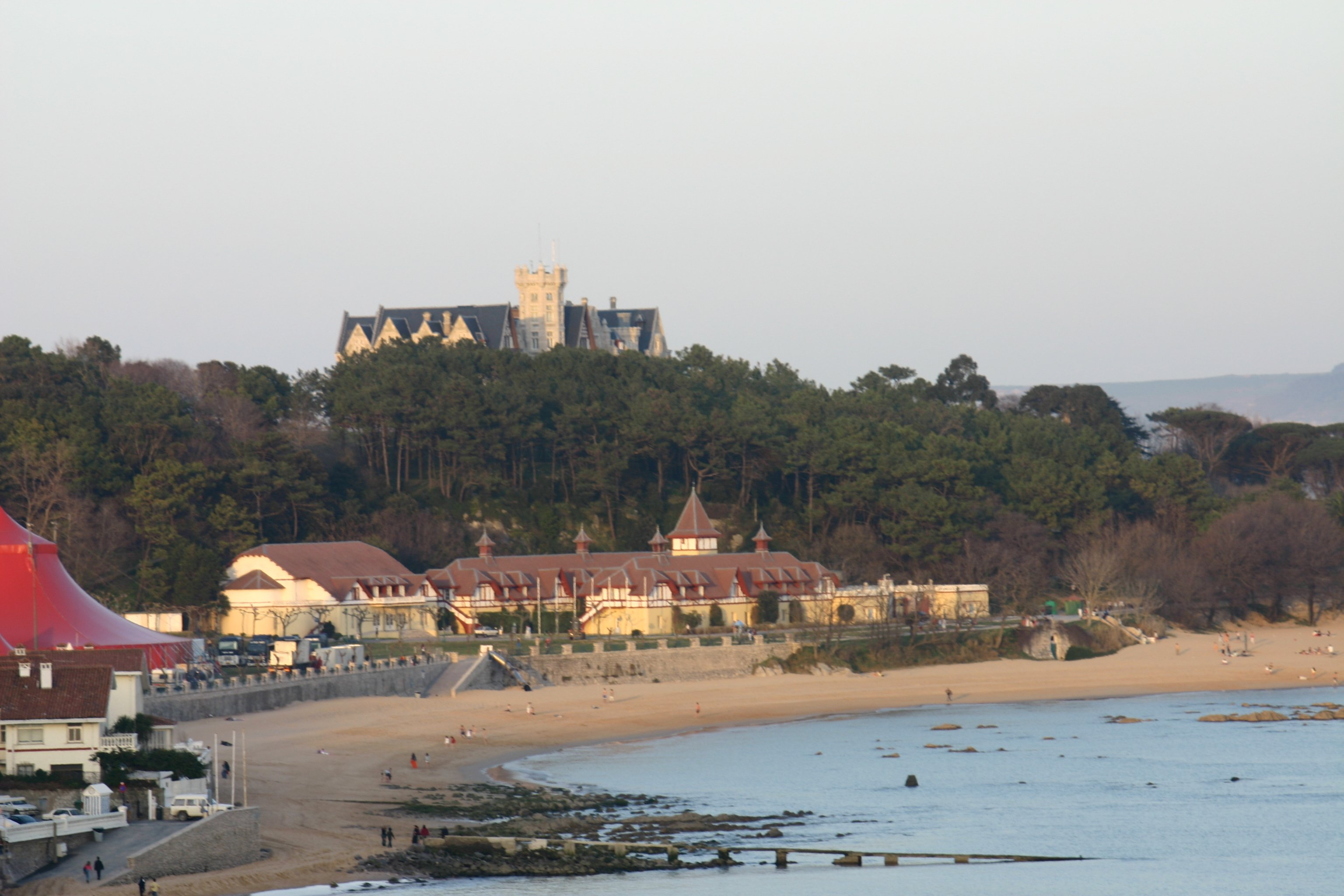
Península de la Magdalena con su palacio. Un símbolo de la próspera burguesía de Santander.

Su pleno desarrolló se alcanzará mediada la centuria, momento en el que comenzará a mostrar sus debilidades. Por un lado se atenúa el control del mercado antillano, ante la competencia norteamericana y el despertar de la conciencia independentista cubana. Por otro el núcleo productor castellano pierde importancia, debido a la reestructuración de los flujos comerciales en el interior de la Península gracias a la expansión ferroviaria. El desarrollo de un nuevo centro productor de cereales en La Mancha abastecedor de Cataluña y la pérdida de la capacidad productiva castellana, aquejada de falta de transformaciones estructurales, provocaron el descenso de la demanda harinera a través de Santander.
La consecuencia del declive será la obligatoria readaptación de las bases económicas de la prosperidad burguesa. De hecho, el puerto reorientará tanto el horizonte de sus exportaciones, del mercado antillano al europeo, como el producto de las mismas (el incremento de las salidas de minerales alcanzará el 80 % del total de las exportaciones en 1910, aunque su valor real fuera menor).

### Reorientación inversora
Así el capital santanderino se reinvirtió en la explotación de la cabaña ganadera vacuna y en la extracción de los recursos mineros de la región. Entre estos destacarán el zinc, localizado en Picos de Europa y Reocín y, especialmente, el hierro de Peña Cabarga, Camargo y la zona de Castro-Urdiales (llegando a ser la segunda provincia productora tras Vizcaya). Pese a que en un principio las empresas extractoras se nutrían primordialmente de capital extranjero (francés, belga, inglés), junto al repatriado de las Antillas, y a que la mayor parte del producto se destinó a la exportación fuera de la provincia, no dejó de impulsar beneficios a la economía regional: la expansión ferroviaria, puestos de trabajo, el desarrollo de Torrelavega como núcleo industrial o la cristalización de una red bancaria. Como perjuicios podríamos señalar los reducidos salarios, las pésimas condiciones laborales (incluido el trabajo infantil), el expolio de recursos no renovables o la degradación de amplios espacios naturales. A largo plazo impulsará la moderna industrialización de la región (efecto arrastre).
El impacto ecológico de tal desarrollo pronto se hizo de notar, impulsando una transformación del paisaje cántabro de irreversibles consecuencias. La importante deforestación que a lo largo de la Edad Moderna había sufrido la Cantabria oriental (ferrerías, astilleros, fábricas de cañones, expansión de las praderías), se verá potenciada por el impacto de las explotaciones mineras y los centros industriales (relleno de marismas, contaminación fluvial), la especialización lechera (extensión de pastos a costa de bosques) y la irrupción del pino y el eucalipto en detrimento de especies arbóreas autóctonas, por su adecuación para la extracción de pasta de papel. De hecho la mayor parte del espacio arbóreo cántabro es producto de una política sistemática de repoblaciones impulsada sobre todo a partir de la Guerra Civil.
El crecimiento económico posibilitó completar una red viaria provincial que en gran medida ha llegado hasta nuestros días, y que ha influido considerablemente en la caracterización económica y demográfica de la región. Esta red se inició con la apertura del camino de Reinosa a Alar del Rey en 1753, arteria fundamental para el desarrollo de Santander y que comunicaba Cantabria con la meseta castellana. Ya en el XIX se ampliará conformando un plano que enlazaba la capital con los centros productivos de Castilla y el valle del Ebro (La Rioja), más un camino paralelo al litoral que unía a Santander con los principales núcleos y puertos costeros que integraban el importante comercio de cabotaje.
Era una red que se concentraba en la zona central y que carecía de conexiones entre las diferentes arterias, provocando la marginación de amplios espacios del interior. No se trataba, por tanto, de articular las necesidades comunicativas de la región, sino de reforzar el papel de Santander como gran puerto del Cantábrico.
La red ferroviaria construida en la segunda mitad del XIX no hará sino ahondar en esas características. Así se estableció una vía entre Santander y Alar del Rey, abierta en 1866, que venía a completar el camino de las harinas. Otra horizontal, denominada Ferrocarril del Cantábrico, que unía Santander con Oviedo y Bilbao, ya a finales de siglo. Y el Ferrocarril Económico entre Astillero y Ontaneda, proyectado para fomentar el desarrollo minero de la zona e inaugurado en 1902. Se consolidó de ese modo una red en forma de “T” (trazado longitudinal norte-sur y horizontal paralelo a la costa), en principio sirviendo a los intereses de la exportación de minerales y que iba a marcar el posterior desarrollo de Cantabria, consolidando una nueva polarización regional.
Por un lado una zona central (Reinosa-Torrelavega-Santander) de notable desarrollo industrial completada con un eje costero, polos ambos de concentración poblacional y productiva; y por otro numerosos valles del interior marginados económicamente y condenados a despoblarse por la emigración. Tal situación se reforzará con el crecimiento industrial ―y posterior desindustrialización― del siglo XX.

## Sociedad en evolución
Las transformaciones económicas, institucionales y políticas que Cantabria experimentó desde la segunda mitad del siglo XVIII, tuvieron evidentes consecuencias tanto en su estructura y dinámica sociales como en su vida cultural. El sostenido crecimiento de la población llevó a esta a duplicarse entre 1752 y 1910, pasando de 138 200 habitantes a 302 956. Consecuentemente la densidad subió de 26 a 52 habitantes por kilómetro cuadrado, aunque no de forma homogénea. Creció la presión demográfica en determinadas zonas (Santander y su entorno, el canal del Besaya, los centros comarcales, algunos núcleos costeros) despoblándose el resto. Un desequilibrio que no hará sino incrementarse hasta la actualidad.
El ritmo del crecimiento demográfico tampoco fue homogéneo, sufriendo evidentes alteraciones: si a lo largo del XVIII el aumento es moderado, en el XIX se acelera, especialmente en los períodos 1830-1860 y a partir de 1880, prolongándose en la siguiente centuria. La deceleración experimentada en las décadas de los sesenta y setenta se explica por las limitaciones que impuso el lento desarrollo de la región: la excesiva presión del trabajo sobre la tierra, sin inversiones que mejoraran la productividad ni una división del trabajo más racional, se combinó con un creciente impulso de las corrientes migratorias, incidiendo en las tasas de crecimiento demográfico.
Los cambios entre la población no fueron solo cuantitativos. También las estructuras sociales sufrieron importantes alteraciones. A lo largo del XIX fue desarrollándose una incipiente población urbana alrededor de Santander y su entorno, que contrastaba con la sociedad agraria y rural predominante en el resto de la región. Esta doble faz se mantendrá durante toda la centuria, aunque la extensión de la economía de mercado al campo y la expansión de una pujante cultura urbana provocarán la progresiva desintegración de la tradicional sociedad rural.
En Santander, la cristalización de esa nueva sociedad vendrá de la mano de la expansión comercial y el crecimiento económico, reforzando y acelerando tanto las anteriores tendencias de aumento demográfico como la diversificación social y profesional de la población. La cúpula de esa pirámide en desarrollo la formaba una casta de altos comerciantes integrada por los capitalistas: grandes almaceneros, inversores, financieros, ferroviarios, propietarios... Bajo ellos crecían unas clases medias compuestas por artesanos y trabajadores especializados, caracterizados por un nivel de rentas medio-bajo y una evidente inestabilidad social; junto a ellos el funcionariado civil y militar. Destaca asimismo la todavía escasa presencia de profesionales libres, la imparable pérdida de peso de los sectores tradicionales (agricultores, marineros y pescadores) y los primeros indicios de proletarización.
Respecto al mundo rural y pese a las dificultades documentales existentes a la hora de establecer una clasificación social del agro cántabro, si podemos negar una visión demasiado homogénea o estática de aquella sociedad. Así podríamos distinguir un alto campesinado integrado por propietarios acomodados que explotaban sus cabezas de ganado en régimen de aparcería. Un medio campesinado con tierras suficientes para subsistir en combinación con otras arrendadas a los grandes propietarios. Y un bajo campesinado compuesto por minifundistas, colonos, aparceros, renteros y jornaleros con dificultades para subsistir, lo que les obligaría a optar por la emigración estacional o permanente. Aunque en gran medida era una sociedad cerrada, volcada en el autoabastecimiento y en la que los intercambios comerciales se hallaban poco desarrollados, no dejaba de existir una proporción de la población dedicada a funciones no vinculadas directamente a la tierra. Entre ellos una variada gama de artesanos (canteros, curtidores, carpinteros...) en su mayoría agricultores a tiempo parcial; el funcionariado local; algunos profesionales liberales (médicos, cirujanos, abogados o escribanos); y comerciantes, caso de taberneros, vendedores ambulantes y transportistas.